# El Pirul
El Pirul är en ort i Mexiko.   Den ligger i kommunen Manuel Doblado och delstaten Guanajuato, i den centrala delen av landet, 300 km nordväst om huvudstaden Mexico City. El Pirul ligger 1 729 meter över havet och antalet invånare är 189.
Terrängen runt El Pirul är huvudsakligen platt, men österut är den kuperad. Runt El Pirul är det ganska glesbefolkat, med 45 invånare per kvadratkilometer. Närmaste större samhälle är Ciudad Manuel Doblado, 10,2 km sydväst om El Pirul. Omgivningarna runt El Pirul är en mosaik av jordbruksmark och naturlig växtlighet.